# Rovagnasco
Rovagnasco (Rovagnàsch in dialetto milanese, AFI: [ru.aˈɲask]) è un quartiere del comune di Segrate, in provincia di Milano. Nel XIX secolo costituiva un comune a sé fino a quando fu unito a Segrate il 1º gennaio 1870.
Situato a nord del centro abitato al di là della Strada Provinciale 103 Cassanese, ha conosciuto un recente sviluppo edilizio residenziale. Vi si trovano alcune cascine storiche.

## Storia
Registrato agli atti del 1751 come un villaggio milanese di 310 abitanti, alla proclamazione del Regno d'Italia nel 1805 Rovagnasco risultava avere 400 residenti. Nel 1809 un regio decreto di Napoleone soppresse il municipio annettendolo a Segrate, e poi a Vimodrone nel 1811. Il Comune di Rovagnasco fu poi ripristinato nel 1816 dopo il ritorno degli austriaci, e nel 1853 si registrarono 641 residenti saliti a 713 nel 1861.
Il comune di Rovagnasco fu definitivamente soppresso nel 1869 allorquando, dopo un'iniziale ipotesi di unione con Pioltello, si decise di riproporre l'antico modello napoleonico ed ecclesiastico annettendo definitivamente il paese a Segrate.